# Маланже
Маланже (порт. Malanje) — провінція Анголи. Площа 97 602 км ², населення 1 334 000 осіб (2005 рік). Центр — місто Маланже.
На північному заході межує з провінцією Уїже, на заході — з Північною Кванзою, на південному заході — Південною Кванзою, на півдні — з Біє, на сході — з Північною Лундою і на південному сході — з Південною Лундою.
Муніципалітети (порт. município) провінції:
- Массанго
- Марімба
- Кунда-діа-База
- Каомбо
- Каландула
- Какузо
- Куаба Нзого
- Мукарі
- К'єла
- Камбунді-Катембо
- Квіріма Кангандала
- Лук'ємбо

Також тут знаходиться національний парк Міландо.

## Галерея

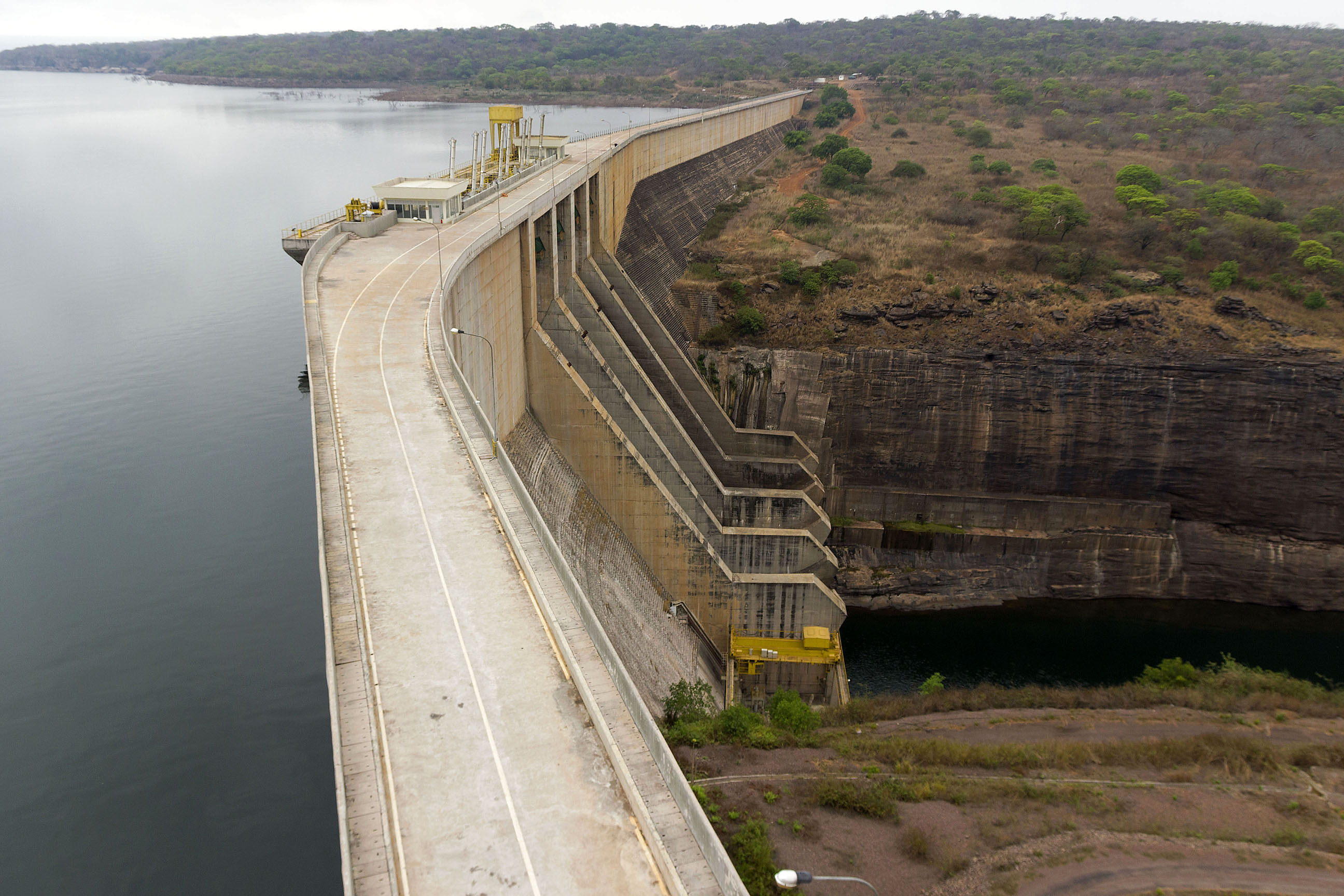
ГЕС Капанда. Вид на гребінь дамби
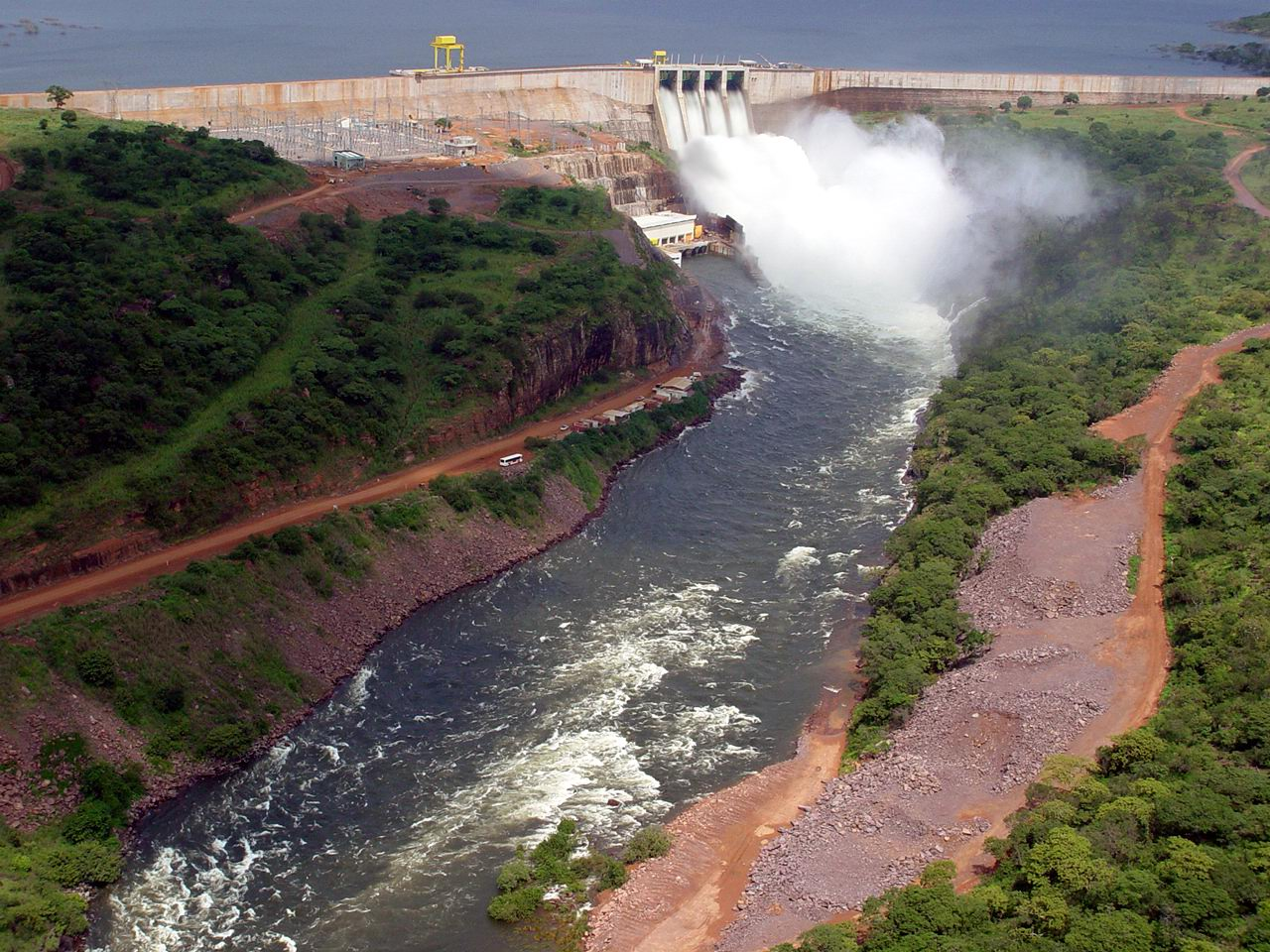
ГЕС Капанда
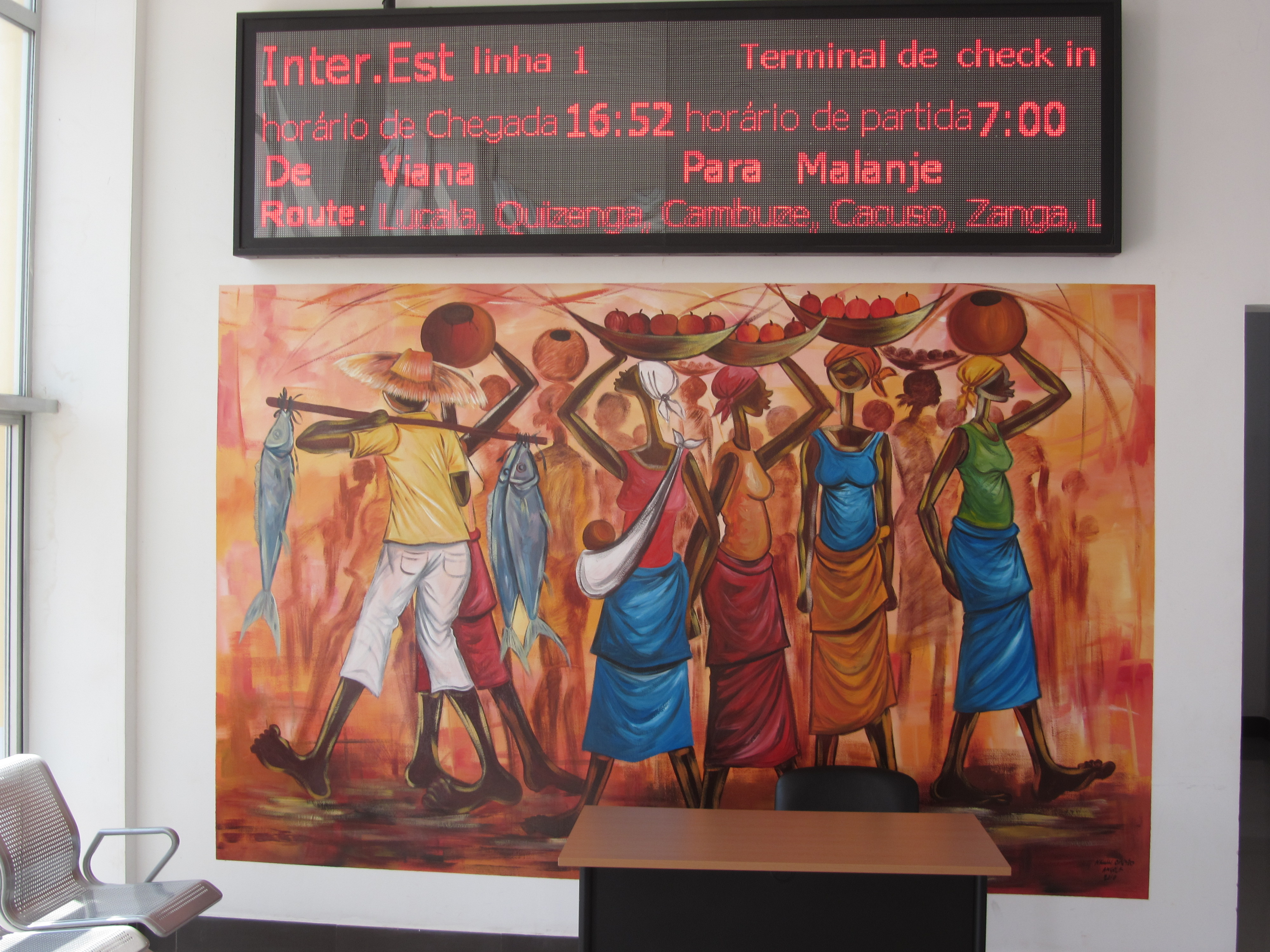
У будівлі залізничного вокзалу
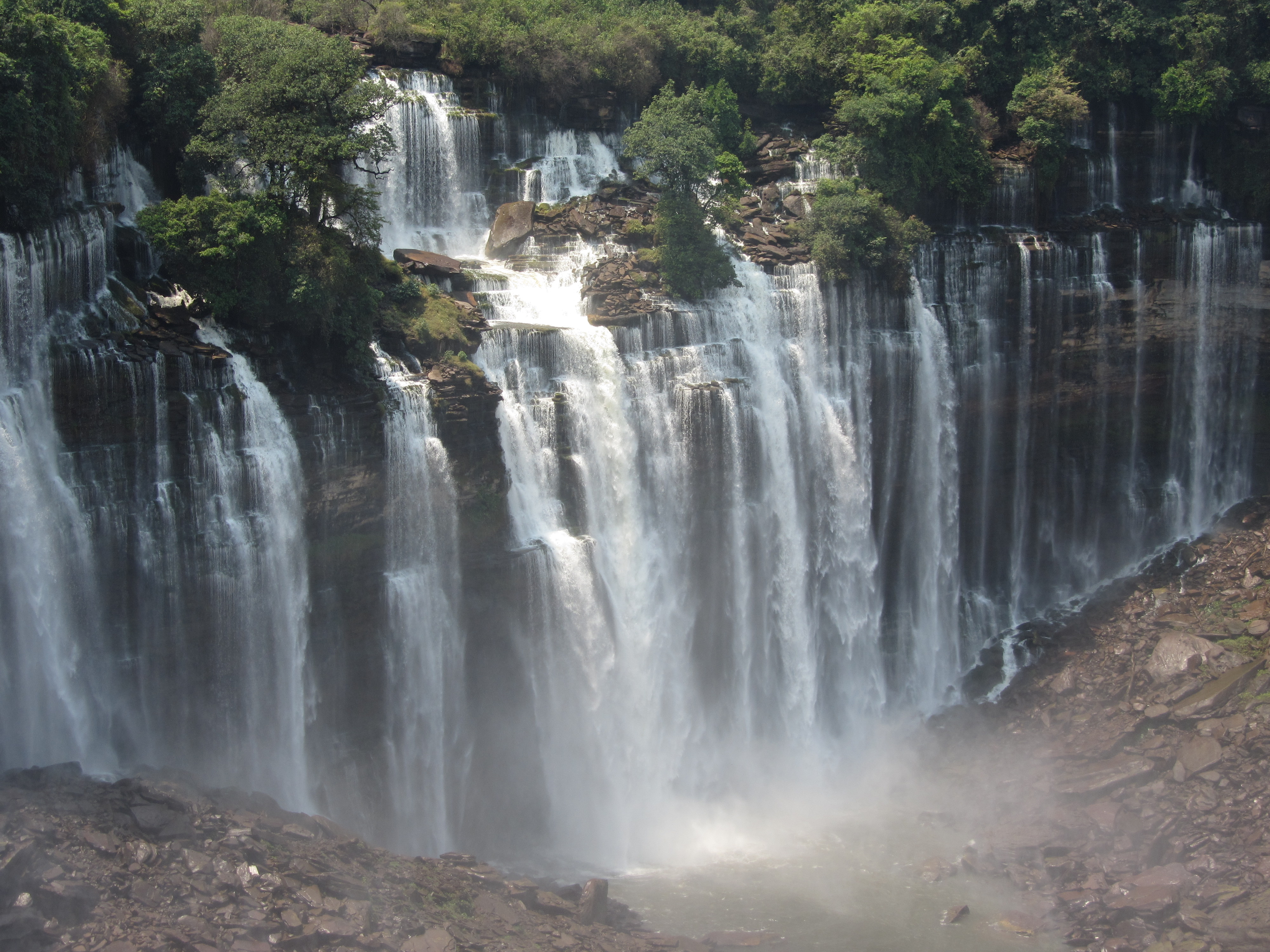
Водоспад Каландула